# Utamaro o Meguru Gonin no Onna
Utamaro o Meguru Gonin no Onna (歌麿をめぐる五人の女, lit. "cinco mulheres cercando Utamaro") (bra: Utamaro e Suas Cinco Mulheres/prt: Cinco Mulheres à Volta de Utamaro) é um filme de drama histórico japonês de 1946 dirigido por Kenji Mizoguchi. É baseado no romance homônimo de Kanji Kunieda, sendo sua obra um relato ficcional da vida do artista de ukiyo-e Kitagawa Utamaro.

## Sinopse
Edo (atual Tōkyō ) no século XVIII. Durante um desfile das famílias dos samurais e de suas concubinas, Seinosuke Koide, um samurai e artista afiliado a escola Kanō, visita uma gráfica onde percebe que o estilo ukiyo-e de Utamaro gera mais atenção do que seu estilo de pintura chinesa. Enfurecido, ele sai em busca de Utamaro, anunciando que lhe dará uma lição ou até mesmo matá-lo. Utamaro, embora avisado, encontra Koide numa casa de chá onde lhe propõe uma competição de pintura em vez de um duelo de espadas, com o qual o seu perseguidor concorda. Koide posteriormente reconhece a superioridade de Utamaro e o declara vencedor, seguindo-o como seu discípulo.
Utamaro ouve que o melhor tatuador de Edo não tem a confiança necessária para desenhar nas costas de Orui, uma cortesã local, mas muito famosa por sua beleza. Ele pede permissão a ela para pintar um esboço de tatuagem para que, assim, o tatuador pinte por cima, o que ela aceita com orgulho. Shozaburo, filho de um comerciante, apaixona-se por Orui e foge com ela para o campo, deixando para trás sua noiva Okita, que já foi modelo de Utamaro.
Utamaro vai para a beira de um lago com seus amigos e espia Oran, a linda filha de um plebeu, entre um grupo de garotas tomando banho. Ele a leva para ser sua nova modelo. Mais tarde, ele é condenado a 50 dias algemado por uma fazer uma série de impressões de Toyotomi Hideyoshi que ofenderam os funcionários da corte.
Okita localiza Shozaburo e Orui e leva seu noivo de volta para Edo, mas depois descobre que ele ainda está vendo Orui. Ela mata os dois a facadas e depois vai até a casa de Utamaro explicando que, embora saiba que enfrentará a morte pelo seu crime, ela precisa ser fiel aos seus próprios sentimentos. Utamaro finalmente teve suas algemas removidas e imediatamente volta a desenhar. O filme termina com uma coleção de suas gravuras mais famosas caindo uma a uma diante da câmera.

## Elenco
Elenco principal:
- Minosuke Bando – Utamaro
- Kōtarō Bando – Seinosuke Koide
- Shotaro Nakamura – Shozaburo
- Kinuyo Tanaka - Okita, noiva de Shozaburo
- Eiko Ohara – Yukie, noiva de Seinosuke
- Toshiko Iizuka – Orui, a cortesã tatuada
- Hiroko Kawasaki – Oran, filha de um plebeu
- Kiniko Shiratao – Oshin, o dono do bordel

## Desenvolvimento
Utamaro o Meguru Gonin no Onna foi feito durante os sete anos da ocupação aliada do Japão que o país presenciou após à Segunda Guerra Mundial. Na época, a produção cinematográfica era supervisionada por representantes das forças de ocupação, e os jidaigeki (filmes de época) raramente eram feitos, pois eram vistos como sendo inerentemente nacionalistas ou militaristas. Para ter a permissão necessária para fazer o filme, Mizoguchi argumentou que Utamaro era "um pintor democrático e popular" e concordou em enfatizar o tema da emancipação feminina.
Embora Utamaro o Meguru Gonin no Onna seja baseado nos acontecimentos da vida de Kitagawa Utamaro, o longa tem sido frequentemente visto como uma obra autobiográfica pelos críticos. Em seu artigo de 2003 para o Senses of Cinema, Freda Freiberg escreveu: "A equação Utamaro = Mizoguchi tem sido irresistível para a maioria dos críticos, pois os dois artistas tinham muito em comum. Ambos trabalharam em um meio popular de produção em massa operado por empresários, e irritados com regimes de censura opressivos; ambos frequentavam os bairros de prazer e procuravam a companhia de gueixas;"

## Recepção
Inicialmente, os críticos de seu país natal acreditaram que o filme não correspondia aos elevados padrões habituais alcançados pelo diretor, opinião que foi em partes reavaliada e modificada nos anos posteriores. As resenhas de críticos ocidentais contemporâneos coletadas no Rotten Tomatoes consideram Utamaro o Meguru Gonin no Onna uma obra interessante, embora não a mais importante, de Mizoguchi. O estudioso de cinema Alexander Jacoby chamou-o de "trabalho mais suave" que o diretor fez durante os anos de ocupação. Em sua crítica para o Time Out, Tony Rayns classificou-o como "menos emocional, mais formalizado, mais misterioso e muito mais ousado esteticamente" do que as futuras produções de Mizoguchi.